# 陸上自衛隊関西補給処
陸上自衛隊関西補給処（りくじょうじえいたいかんさいほきゅうしょ、JGSDF Kansai Logistics Depot）は、陸上自衛隊宇治駐屯地（京都府宇治市）に本処が所在する中部方面隊隷下の陸上自衛隊の補給処のひとつである。訓練、有事の際の行動を円滑にするための後方支援を担当する。

## 概要
処長は陸将補（二）が充てられ、中部方面総監の指揮を受ける機関であり、中部方面区内の需品、火器、弾薬、車両、化学器材、施設器材、通信器材および衛生器材の調達、保管、補給、整備、並びにこれらに関する調査研究や補給統制本部長の指示に基づく、補給統制本部統制品目の調達を行っている。また、海上・航空自衛隊に対する、車両・施設器材の保安検査及び一部の補給整備業務支援も行っている。 
本処の他、桂支処（桂駐屯地）、三軒屋弾薬支処（三軒屋駐屯地）、祝園弾薬支処（祝園分屯地）の各支処からなっている。 

## 沿革
警察予備隊宇治管理補給部隊
- 1951年（昭和26年）2月15日：警察予備隊宇治管理補給部隊が発足。

警察予備隊宇治管理補給廠
- 1951年（昭和26年）9月18日：宇治管理補給廠に改編。

保安隊関西地区補給廠
- 1952年（昭和27年）10月15日：保安隊関西地区補給廠に改称。

陸上自衛隊関西地区補給処
- 1954年（昭和29年）7月1日：陸上自衛隊関西地区補給処に改称。
- 1955年（昭和30年）
  - 4月14日：三軒屋弾薬支処が三軒屋駐屯地で編成完結。
  - 5月14日：舞鶴弾薬支処が舞鶴分屯地において編成完結。
- 1958年（昭和33年）6月26日：武器補給処隷下の西山弾薬支処及び千両弾薬支処を編合。
- 1960年（昭和35年）
  - 1月14日：桂支処が桂駐屯地において編成完結。
  - 12月9日：部隊改編。

  1. 祝園弾薬支処が祝園分屯地において編成完結。
  2. 西山弾薬支処を廃止。
  3. 千両弾薬支処（千両分屯地）を廃止。
- 1966年（昭和41年）4月1日：舞鶴弾薬支処（舞鶴分屯地）を廃止。

陸上自衛隊関西補給処
- 1998年（平成10年）3月26日：中央補給処の整理統合により陸上自衛隊関西補給処に改称。
- 2004年（平成16年）3月29日：組織改編により、通信部等を廃止し、装備計画部、整備部等を新編。
- 2018年（平成30年）3月27日：電計課を廃止（装備計画部に統合）。
- 2026年（令和8年）3月：中部方面隊隷下から補給本部(仮称)隷下に隷属替予定。

## 組織編成
- 陸上自衛隊関西補給処本処（宇治駐屯地）
  - 総務部（総務・人事、保全、教育訓練及び輸送等の処業務の他、祝園分屯地を含めた駐屯地司令業務及び業務隊業務を担任。京都地方協力本部に対する後方支援）
  - 調達会計部（関西補給処の補給整備に関わる調達業務、駐屯地業務に関わる調達業務、京都地方協力本部への会計支援）
  - 装備計画部（関西補給処の運営に関わる企画、組織・定員、防衛・警備、災害派遣及び監理、関西処の補給・整備及び技術業務に関わる統制・調整、補給管理システム等の維持管理や障害受付）
  - 補給部（関西補給処の所掌事務のうち需品、通信、化学、衛生器材の保管、補給（出納、回収及び処分）（火器･車両･誘導武器・施設器材は桂支処、弾薬は祝園・三軒屋弾薬支処が担当））
  - 整備部（関西補給処の所掌事務のうち需品、通信、化学、衛生器材の整備及び技術検査）
- 桂支処（桂駐屯地）
  - 総務部
  - 補給部（関西補給処の所掌事務のうち火器･車両･誘導武器・施設器材の保管、補給（出納、回収及び処分））
  - 整備部（関西補給処の所掌事務のうち火器･車両･誘導武器・施設器材の整備及び技術検査）
- 三軒屋弾薬支処（三軒屋駐屯地）（関西補給処の所掌事務のうち火器･車両･誘導武器・施設器材の保管、補給（出納、回収及び処分）、関西補給処の所掌事務のうち弾薬の整備及び技術検査、）
- 祝園弾薬支処（祝園分屯地）（関西補給処の所掌事務のうち火器･車両･誘導武器・施設器材の保管、補給（出納、回収及び処分）、関西補給処の所掌事務のうち弾薬の整備及び技術検査）

## 主要幹部
| 官職名                                   | 階級    | 氏名       | 補職発令日     | 前職                                                       |
| ---------------------------------------- | ------- | ---------- | -------------- | ---------------------------------------------------------- |
| 陸上自衛隊関西補給処長 兼 宇治駐屯地司令 | 陸将補  | 奈良岡信一 | 2025年08月01日 | 陸上自衛隊システム通信・サイバー学校長 兼 久里浜駐屯地司令 |
| 副処長                                   | 1等陸佐 | 山根茂樹   | 2024年03月21日 | 東北方面後方支援隊長                                       |
| 総務部長                                 | 1等陸佐 | 篠田光正   | 2022年08月01日 | 西部方面混成団副団長                                       |
| 調達会計部長                             |         |            |                |                                                            |
| 装備計画部長                             | 1等陸佐 | 中島孝太郎 | 2024年08月01日 | 第7後方支援連隊長                                          |
| 補給部長                                 | 1等陸佐 | 齋藤剛     | 2024年04月25日 | 北部方面総監部付                                           |
| 整備部長                                 | 2等陸佐 | 高山義尚   | 2025年08月01日 | 東部方面総監部防衛部システム通信課長                       |
| 桂支処長                                 | 1等陸佐 | 萩野隆     | 2025年03月17日 | 東北方面後方支援隊副隊長                                   |
| 祝園弾薬支処長 兼 祝園分屯地司令         | 3等陸佐 | 大薗瑛人   | 2024年03月17日 |                                                            |
| 三軒屋弾薬支処長 兼 三軒屋駐屯地司令     | 2等陸佐 | 石嶋孝至   |                |                                                            |

| 代                         | 氏名                       | 在職期間                   | 出身校・期                 | 前職                                                        | 後職                                         |
| 陸上自衛隊関西地区補給処長 | 陸上自衛隊関西地区補給処長 | 陸上自衛隊関西地区補給処長 | 陸上自衛隊関西地区補給処長 | 陸上自衛隊関西地区補給処長                                  | 陸上自衛隊関西地区補給処長                   |
| -------------------------- | -------------------------- | -------------------------- | -------------------------- | ----------------------------------------------------------- | -------------------------------------------- |
| 01                         | 馬場政義 （1等保安正）     | 1952.10.15 - 1953.4.7      | 東京帝国大学 昭和4年卒     | 宇治管理補給しよう長                                        | 保安隊九州地区補給しよう長                   |
| 02                         | 田中盛隆 （1等保安正）     | 1953.4.8 - 1954.10.14      |                            | 第8連隊長                                                   | 退職（陸将補昇任）                           |
| -                          | 保坂輝明 （1等陸佐）       | 1954.10.15 - 1954.11.30    | 早稲田大学 昭和8年卒       | 補給処長心得（本務：関西地区補給処副処長）                  | 補給処長心得（本務：関西地区補給処副処長）   |
| 03                         | 大庭唯市 （1等陸佐）       | 1954.12.1 - 1956.4.9       | 京都帝国大学 昭和3年卒     | 陸上幕僚監部募集課長                                        | 停年退官（陸将補昇任）                       |
| 04                         | 松田俊彦 （1等陸佐）       | 1956.4.10 - 1957.8.11      | 北海道帝国大学 昭和8年卒   | 関西地区補給処副処長                                        | 陸上自衛隊需品補給処長 兼 松戸駐とん地司令   |
| 05                         | 小口光男                   | 1957.8.12 - 1961.7.31      | 早稲田大学 昭和7年卒       | 陸上自衛隊富士学校総務部長 →1959.8.1 陸将補昇任             | 陸上幕僚監部付 →1962.2.1 停年退官            |
| 06                         | 工藤勇助                   | 1961.8.1 - 1964.3.15       | 京都帝国大学 昭和8年卒     | 第3管区副総監 兼 千僧駐とん地司令                           | 陸上幕僚監部付 →1964.4.13 退職（陸将昇任）   |
| 07                         | 荒武太刀夫                 | 1964.3.16 - 1966.3.15      | 東京帝国大学 昭和10年卒    | 陸上幕僚監部監理部長 →1964.7.6 陸将昇任                     | 第8師団長                                    |
| 08                         | 四戸陸三                   | 1966.3.16 - 1968.3.15      | 東北帝国大学 昭和10年卒    | 東北方面総監部幕僚長 兼 仙台駐とん地司令 →1966.7.1 陸将昇任 | 陸上幕僚監部付 →1968.6.30 退職               |
| 09                         | 口野昌三 （陸将）          | 1968.3.16 - 1970.6.30      | 東京帝国大学 昭和13年卒    | 陸上幕僚監部監理部長                                        | 第3師団長                                    |
| 10                         | 生野明 （陸将）            | 1970.7.1 - 1971.6.30       | 東京帝国大学 昭和13年卒    | 陸上自衛隊北海道地区補給処長 兼 島松駐とん地司令            | 東部方面総監部付 →1972.1.1 退職              |
| 11                         | 原壽満夫 （陸将）          | 1971.7.1 - 1973.3.15       | 陸士51期                   | 第1師団副師団長 兼 練馬駐とん地司令                         | 陸上幕僚監部第5部長                          |
| 12                         | 西田秀男 （陸将）          | 1973.3.16 - 1975.6.30      | 陸経1期                    | 自衛隊体育学校長                                            | 退職                                         |
| 13                         | 大野敏夫 （陸将）          | 1975.7.1 - 1977.3.15       | 陸士55期                   | 自衛隊東京地方連絡部長                                      | 陸上自衛隊武器補給処長 兼 霞ケ浦駐とん地司令 |
| 14                         | 柳幸男                     | 1977.3.16 - 1978.6.30      | 陸士56期                   | 第3教育団長 兼 相浦駐とん地司令 →1977.4.1 陸将昇任          | 退職                                         |
| 15                         | 徳久宗治 （陸将）          | 1978.7.1 - 1980.3.16       | 陸士57期                   | 第1混成団長 兼 那覇駐とん地司令                             | 退職                                         |
| 16                         | 宮崎忠夫                   | 1980.3.17 - 1982.6.30      | 陸士59期                   | 陸上自衛隊富士学校副校長 →1980.7.1 陸将昇任                 | 退職                                         |
| 17                         | 柴田幸彌 （陸将）          | 1982.7.1 - 1983.6.30       | 陸航士60期                 | 中部方面総監部幕僚長 兼 伊丹駐屯地司令                      | 陸上自衛隊武器補給処長 兼 霞ケ浦駐屯地司令   |
| 18                         | 倉林昭三 （陸将）          | 1983.7.1 - 1985.3.15       | 陸士61期                   | 第1混成団長 兼 那覇駐屯地司令                               | 退職                                         |
| 19                         | 蒲田孔明                   | 1985.3.16 - 1986.7.31      | 学習院大学 昭和29年卒      | 陸上自衛隊化学学校長                                        | 陸上自衛隊武器補給処長 兼 霞ケ浦駐とん地司令 |
| 20                         | 三井貞男                   | 1986.8.1 - 1988.7.6        | 中央大学 昭和31年卒        | 自衛隊宮城地方連絡部長                                      | 陸上幕僚監部付 →1988.8.1 退職                |
| 21                         | 柚木文夫                   | 1988.7.7 - 1990.7.8        | 防大2期                    | 西部方面総監部幕僚長 兼 健軍駐屯地司令                      | 陸上幕僚監部付 →1990.8.1 退職                |
| 22                         | 藤本義人                   | 1990.7.9 - 1993.3.23       | 防大4期                    | 警務隊長 兼 芝浦分屯地司令                                  | 陸上自衛隊業務学校長 兼 小平駐屯地司令       |
| 23                         | 北井上一則                 | 1993.3.24 - 1995.6.29      | 防大5期                    | 陸上自衛隊高射学校長 兼 下志津駐屯地司令                    | 退職                                         |
| 24                         | 上杉俊二                   | 1995.6.30 - 1996.6.30      | 防大8期                    | 警務隊長 兼 芝浦分屯地司令                                  | 退職                                         |
| 25                         | 市川淳                     | 1996.7.1 - 1997.12.7       | 防大8期                    | 第5施設団長 兼 小郡駐屯地司令                               | 退職                                         |
| 末                         | 高橋義洋                   | 1997.12.8 - 1998.3.25      | 防大9期                    | 陸上自衛隊調査学校長                                        | 陸上自衛隊関西補給処長 兼 宇治駐屯地司令     |
| 陸上自衛隊関西補給処長     |                            |                            |                            |                                                             |                                              |
| 01                         | 高橋義洋                   | 1998.3.26 - 1999.3.28      | 防大9期                    | 陸上自衛隊関西地区補給処長 兼 宇治駐屯地司令                | 退職                                         |
| 02                         | 重松英夫                   | 1999.3.29 - 2001.1.10      | 防大10期                   | 陸上自衛隊富士学校機甲科部長                                | 退職                                         |
| 03                         | 衣笠陽雄                   | 2001.1.11 - 2002.3.21      | 防大13期                   | 第1空挺団長 兼 習志野駐屯地司令                             | 第4師団長                                    |
| 04                         | 中原勇                     | 2002.3.22 - 2004.8.29      | 防大14期                   | 第5師団副師団長 兼 帯広駐屯地司令                           | 退職                                         |
| 05                         | 瓦谷育夫                   | 2004.8.30 - 2006.3.26      | 防大15期                   | 第10師団副師団長 兼 守山駐屯地司令                          | 退職                                         |
| 06                         | 廣田義則                   | 2006.3.27 - 2007.7.3       | 防大17期                   | 補給統制本部副本部長                                        | 退職                                         |
| 07                         | 菊川俊広                   | 2007.7.3 - 2009.7.20       | 防大19期                   | 陸上自衛隊化学学校長 兼 大宮駐屯地司令                      | 退職                                         |
| 08                         | 鎌田正広                   | 2009.7.21 - 2011.4.26      | 防大21期                   | 航空学校長 兼 明野駐屯地司令                                | 退職                                         |
| 09                         | 福盛裕一                   | 2011.4.27 - 2012.7.25      | 防大22期                   | 航空学校長 兼 明野駐屯地司令                                | 退職                                         |
| 10                         | 今浦勇紀                   | 2012.7.26 - 2013.8.22      | 愛媛大学 昭和56年卒        | 第8師団副師団長 兼 北熊本駐屯地司令                         | 陸上自衛隊化学学校長 兼 大宮駐屯地司令       |
| 11                         | 山岡建男                   | 2013.8.23 - 2015.1.22      | 防大27期                   | 自衛隊大阪地方協力本部長                                    | 死亡                                         |
| 12                         | 田原計                     | 2015.2.3 - 2016.6.30       | 防大26期                   | 陸上自衛隊補給統制本部副本部長                              | 退職                                         |
| 13                         | 福田和彦                   | 2016.7.1 - 2018.7.31       | 防大30期                   | 統合幕僚監部報道官                                          | 陸上自衛隊補給統制本部副本部長               |
| 14                         | 秋葉瑞穂                   | 2018.8.1 - 2020.3.17       | 防大30期                   | 第5施設団長 兼 小郡駐屯地司令                               | 退職                                         |
| 15                         | 小谷琢磨                   | 2020.3.18 - 2022.7.31      | 防大32期                   | 第4施設団長 兼 大久保駐屯地司令                             | 退職                                         |
| 16                         | 平野邦治                   | 2022.8.1 - 2025.7.31       | 防大34期                   | 陸上自衛隊化学学校長 兼 大宮駐屯地司令                      | 退職                                         |
| 17                         | 奈良岡信一                 | 2025.8.1 -                 | 防大35期                   | 陸上自衛隊システム通信・サイバー学校長 兼 久里浜駐屯地司令  |                                              |